# Sant Joan d'Arròs
Sant Joan d'Arròs és un santuari del municipi de Vielha e Mijaran (Vall d'Aran) inclosa a l'Inventari del Patrimoni Arquitectònic de Catalunya.

## Descripció
És una església d'una nau amb absis semicircular orientat al Est on s'hi observa un fris d'arcuacions llombardes. La nau és coberta amb una volta de canó reforçada amb arcs torals;la maçoneria és de pedra escairada i concertada. La resta de l'església està força malmesa degut a l'adossament de construccions a la banda Oest i Sud. La porta d'entrada es troba al mur de migdia i data del segle XVIII; a la part superior de la porta hi ha una espadanya de recent construcció.